# ラスト・スキャンダル
『ラスト・スキャンダル』（原題：내생애 마지막 스캔들）は、MBCで2008年3月8日から4月27日まで放送された韓国のテレビドラマ。全16話。
主演はチェ・ジンシルとチョン・ジュノ。ムン・ヒジョンが脚本を書き、イ・テゴンが演出した。今は全く違う境遇の男女が20年ぶりに再会し、次第に惹かれあっていく2人を軽快に描くラブコメディ。

## 登場人物
ソン・ジェビン
演 - チョン・ジュノ
映画俳優。
ホン・ソニ
演 - チェ・ジンシル
専業主婦。
チャン・ドンファ
演 - チョン・ウンイン
ソン・ジェビンの兄でマネージャー。
イ・ナユン
演 - ピョン・ジョンス
有名女優。
チャン・フン
演 - イ・インソン
チャン・ドンファの息子。
アン・ジミン
演 - ハン・ボベ
ホン・ソニの娘。

## スタッフ
- 演出：イ・テゴン[3]
- 脚本：ムン・ヒジョン[3]

## 日本での放送
フジテレビの韓流α枠で2010年5月6日から2010年5月27日まで毎週月曜から金曜14時7分 - 15時00分で放送され、2010年11月18日から2010年12月9日までフジテレビの韓流αリクエストSP第2弾！として、毎週月曜から金曜15時20分 - 16時53分に再放送された

## 関連商品

### DVD
- ラスト・スキャンダル DVD-BOX I （ポニーキャニオン 2009年3月18日）
- ラスト・スキャンダル DVD-BOX II （ポニーキャニオン 2009年4月24日）
- ラスト・スキャンダル DVD-BOX III （ポニーキャニオン 2009年5月20日）

### CD
- 主題歌
  - ピョン・ジンソプ - 「恋のはじまり」
- 挿入歌
  - ピョン・ジンソプ - 「ときめき」
  - イ・ウンミ - 「恋人がいるのよ」
  - チョン・ジュノ - 「約束」
- アルバム
  - 『ラスト・スキャンダルオリジナル・サウンドトラック』（日本盤: 2008年12月17日、ポニーキャニオン(PCCA-2813)）